# حواء إدريس
حواء أحمد  إدريس من رائدات العمل الأهلي في مصر وعضوة بارزة في الاتحاد النسائي المصري، الذي أسسته هدى شعراوي عام 1923. وهي أيضًا ابنة خالة هدى شعراوي. وأقامت في بيتها تحت رعايتها هي وأختها حورية بسبب ظروف عائلية صعبة ألمت بأسرة الفتاتين بسبب الغربة والسفر. وتُوفيت عام 1988.

## تعليمها
التحقت حواء إدريس بالقسم الداخلي بالكلية الأمريكية للبنات، حتى أتمت الدراسة الإعدادية، وانتقلت للدراسة الثانوية في كلية البنات التابعة لوزارة المعارف، ولم تستكمل تعليمها الجامعي لأسباب صحية.

## أسرتها
وُلدت عام 1909 وتنحدر أسرتها من بلاد القوقاز، من قبيلة شابسغ. كان حاجي مراد، جدها لأمها، أمير القبيلة والذي استشهد في موقعة القرم خلال مواجهة الروس، ووالدها هو أحمد إدريس، وعمتها إقبال هانم، التي تزوجت في مصر من محمد باشا سلطان، أما هدى شعرواي فهي ابنة خالتها، وأختها الصغرى  حورية إدريس. وبعد وفاة والدها ومن بعده عمها انتقلت من تركيا إلى مصر، حيث عاشت هي واختها برفقة هدى شعراوي.

## عملها
بدأت مشوارها في العمل الأهلي النسوي بالاتحاد النسائي المصري ثم كونت جمعية شقيقات الاتحاد النسائي وتولت رئاستها. وضمت حينذاك: أختها حورية، وأمينة وكريمة السعيد، وسهير القلماوي ومنيرة عاصم وشهيرة محرز وشابات أخريات متطوعات. وأشرفت على أنشطة ثقافية واجتماعية متنوعة في الاتحاد النسائي، في عام 1935، أخرجت مسرحية كتبها توفيق الحكيم عن لطفية النادي، وشاركت في العديد من المؤتمرات الدولية والعربية مُمثلة عن الاتحاد النسائي المصري، وكان لها دور مهم في توطيد التعاون بين البلدان العربية والآسيوية. كما كان لها مواقف مشهودة في الساحة العربية والدولية دفاعًا عن حقوق الشعوب في مواجهة الاستعمار والصهيونية العالمية. وعقب ثورة 1952، كرست مجهودها لإدارة دار الحضانة في جمعية هدى شعراوي.

## أنا والشرق
تتناول حواء إدريس في كتابها أنا والشرق قصة حياتها وقصة الحركة النسائية والوطنية في الشرق العربي، وما بذلته المرأة من جهود. وقد صدر الكتاب عن مؤسسة المرأة والذاكرة في 250 صفحة بعنوان: أنا والشرق: مذكرات حواء إدريس. وتذكر حواء أنها أقدمت على تأليف الكتاب استجابة لصديقاتها وزميلاتها، وأنها كانت مترددة في إصداره لحرصها على كتابته بعيدًا عن الخيال، وأن تلتزم حدود الحقيقة والصراحة وأن تحتفظ بالأحداث كما وقعت، فتذكر أن تلك الوقائع المسرودة عاشتها بنفسها، وبعضها استخلصته من كتابات هدى شعراوي.